# Krisiun

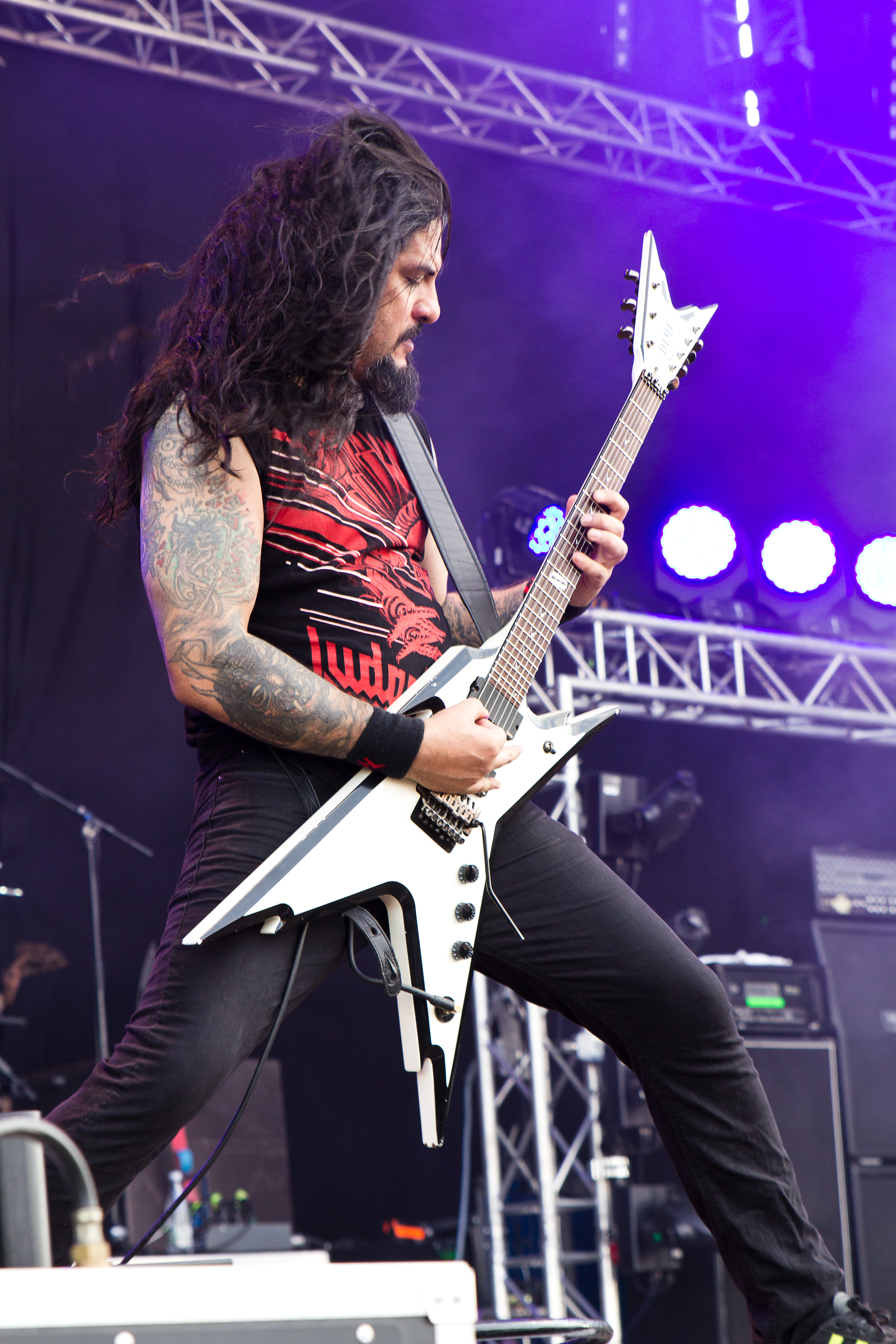
Gitarrist Moyses Kolesne auf dem Party.San 2015

Krisiun ist eine brasilianische Death-Metal-Band aus Ijuí, die im Jahr 1990 gegründet wurde. Der Bandname geht auf den Mondkrater Mare Crisium (lat. „Meer der Krisen“) zurück.

## Geschichte
Die Band wurde im Jahr 1990 von den drei Brüdern Moyses Kolesne (E-Gitarre), Max Kolesne (Schlagzeug) sowie dem Bassisten und Sänger Alex Camargo, welcher den Mädchennamen der Mutter als Nachnamen gewählt hatte, in Ijuí gegründet. Nachdem die Gruppe zwei Demos, Evil Age (1991) und The Plague (1992), veröffentlicht hatte, entschied sie sich dazu, nach São Paulo zu ziehen. Während dieser Zeit war Altemir Souza noch als zweiter Gitarrist vertreten. Er verließ die Band später, um Torture Squad beizutreten.
In São Paulo erreichte die Gruppe einen Vertrag bei Dynamo Records, worüber im März 1993 die EP Unmerciful Order, die ursprünglich selbst finanziert und in Eigenregie aufgenommen worden war. Auf dem Tonträger erhielten alle drei Mitglieder den Nachnamen Kolesne. Im Januar desselben Jahres erschien zudem die Split-Veröffentlichung Curse of the Evil One zusammen mit Violent Hate, die von Tchelo Martins produziert wurde. Eine weitere Split-Veröffentlichung mit Harmony Dies erschien im Oktober über Rotthenness Records, wobei die Aufnahmen hierzu in den Anonimato Record Studios in São Paulo unter der Leitung von Sergio Sakamoto stattfanden. Bei demselben Label erschien im Jahr 1995 das Debütalbum Black Force Domain, das in den Army Studios in São Paulo aufgenommen worden war, ehe Gun Records auf die Band aufmerksam wurde und sie unter Vertrag nahm.
Daraufhin folgten bis 1998 Tourneen durch Europa, sowie Auftritte zusammen mit Napalm Death, Cradle of Filth, Borknagar, Kreator, Dimmu Borgir, Richthofen und Morbid Angel. Zudem erschien im August 1998 das Album Apocalyptic Revelation bei Gun Records. Der Tonträger vurde von Simon Fuhrmann in den deutschen Music Lab Studios aufgenommen. Danach folgte eine Tour zusammen mit Soilwork. Im Jahr 1999 schlossen sich Auftritte in Nordamerika zusammen mit Incantation und Angelcorpse an, wobei sie unter anderem auch auf dem Milwaukee Festival spielten. Danach unterschrieb die Gruppe einen Vertrag bei Century Media und begab sich ins Stage One Studio, wo sie unter der Leitung von Erik Rutan und Andy Classen ihr nächstes Album aufnahm. Zudem wurde bei dem Label das Album Black Force Domain wiederveröffentlicht – mit Bonus-Coverversionen von Sodoms Nuclear Winter und Kreators Total Death. Ende 1999 spielte die Band zusammen mit Morbid Angel, ehe im Folgejahr das Album Conquerors of Armageddon erschien. Danach ging die Band auf eine Tour, die 120 Auftritte umfasste und auf mehreren Kontinenten abgehalten wurde. Dabei spielte die Band unter anderem zusammen mit Old Man’s Child, Gorgoroth, Soulreaper, Satyricon, Immortal und Angelcorpse. Während der Auftritte zusammen mit Angelcorpse verließ deren Sänger Pete Helmkamp die Band, woraufhin Alex Carmago für ihn einsprang. In São Paulo nahm die Gruppe unter der Leitung des Produzenten Tchelo Martins im Creative Sound Studio das nächste Album Ageless Venomous auf. Das Cover des Albums wurde, wie bereits beim Vorgänger, von Joe Petagno, der auch schon für Motörhead Albencover gestaltet hatte, angefertigt.
Es folgten 150 Auftritten, unter anderem zusammen mit Vader, Decapitated, Prejudice, Behemoth, Lux Occulta, Kreator, Marduk, Nile, Cannibal Corpse und Dark Funeral in Europa, in Nord- und Südamerika, Russland und Japan. 2001 spielte die Band auf dem Wacken Open Air. Im Jahr 2002 verstarb der ehemalige Gitarrist Altemir Souza bei einem Motorradunfall. Nach den Auftritten begab sich die Band mit Pierre Rémillard in die Bebop Studios, um das nächste Album aufzunehmen. Das daraus entstandene Material wurde in Rémillards eigenen Studio in Kanada abgemischt. Das Album wurde im September 2003 unter dem Namen Works of Carnage veröffentlicht. Auf dem Album ist unter anderem eine Coverversion des Venom-Liedes In League with Satan enthalten. Vorher hatte die Band eine Tour durch Südamerika abgehalten, ehe es auf Tour durch die USA zusammen mit Cattle Decapitation, Deicide und Hate Eternal ging. Anfang 2004 nahm die Band zudem die DVD Live Armageddon auf. Im selben Jahr spielte die Band zusammen mit Morbid Angel in den Niederlanden und im November in Europa zusammen mit Behemoth, Ragnarok und Incantation. Danach begab sich die Band erneut ins Studio, um neue Lieder aufzunehmen, die zusammen mit den ersten vier Liedern der EP Unmerciful Order als Album unter dem Namen Bloodshed veröffentlicht wurden. Im Sommer 2005 folgten Auftritte zusammen mit Hate Eternal, Incantation, Into Eternity und All Shall Perish in den USA sowie Auftritte auf dem Summer Breeze, dem Brutal Assault, dem Party.San und dem schweizerischen Mountains of Death. Gleichzeitig arbeitete die Gruppe an ihrem nächsten Album, das erneut von Andy Classen produziert wurde. Der Tonträger erschien Ende Februar 2006 unter dem Namen AssassiNation. Im selben Jahr erschien die DVD Live Armageddon, die Auftritte auf dem Metalmania 2005 und dem Wacken Open Air 2001 enthält. Im April 2006 ging die Band auf Tour durch die USA zusammen mit Morbid Angel, Despised Icon und Behemoth, ehe im September und Oktober weitere Konzerte zusammen mit Six Feet Under, Decapitated und Abysmal Dawn folgten. Geplante Auftritte auf den X-Mas-Festivals in Europa wurden hingegen abgesagt.
Ihre nächsten Europakonzerte fanden im Frühjahr 2007 statt – zusammen mit Immolation und Grave. Bei einem Konzert in Rosenheim wurden die drei Bands von Dawn of Azazel unterstützt. Nach weitere Touren durch die USA und Europa arbeitete Krisiun ab November am nächsten Album. Die Aufnahmen hierfür wurden im April 2008 erneut von Andy Classen im Stage One Studio begleitet. Der Tonträger erschien Mitte Juli unter dem Namen Southern Storm und enthält unter anderem auch eine Coverversion von Sepulturas Refuse/Resist. Dieses Lied war als Dank an Andreas Kisser gedacht, der mehrmals zusammen als Gastmusiker mit Krisiun aufgetreten war und mit diesen sowohl Krisiun- als auch Sepultura-Stücke gespielt hatte. Außerdem wurde ein Musikvideo für das Lied Combustion Inferno erstellt. Der Veröffentlichung folgten Auftritte zusammen mit Ravencult und Rotting Christ. Außerdem ging die Band auf Tour durch Brasilien und Chile, ehe es im November zusammen mit Unleashed und One Man Army and the Undead Quartet auf Europatournee ging. Dabei spielte die Band auch untere anderem in Essen zusammen mit Unleashed, One Man Army and the Undead Quartet, Mourning Caress und Commander. Im Jahr 2008 spielte Krisiun eine Coverversion von Demolition Hammers Human Dissection  für den Century-Media-Sampler Covering 20 Years of Extremes ein. Im September 2009 schlossen sich US-Auftritte mit Obituary, Goatwhore, The Berzerker und Warbringer an. Im Jahr 2011 folgte das nächste Album The Great Execution, worauf João Gordo, Sänger von Ratos de Porão, und der Akustikgitarristen Marcello Caminha als Gastmusiker zu hören waren. Im Jahr 2012 spielte die Band unter anderem in München, zusammen mit Malevolent Creation, Vital Remains, Karnak und Pestifer.

## Stil
Wurde Krisiun gemäß laut.de anfangs noch stark durch Gruppen wie Black Sabbath und Dio beeinflusst, wechselte die Band, nachdem die Musiker mit Slayers Show No Mercy und Morbid Angel in Kontakt gekommen waren, zum extremen Metal. In The Collector’s Guide of Heavy Metal Volume 4: The '00s wird Krisiun mit Conquerors of Armageddon zu den besten Death-Metal-Bands gezählt, die Brasilien zu bieten habe. Die Musik erinnere oft an den Stil des Florida Death Metal, wobei die Lieder oft exotische oder „doomige“ Melodien hätten. Zudem sei auch der Einsatz von Blastbeats charakteristisch. Als Vergleichsbands werden Deicide und Morbid Angel genannt. Ageless Venomous biete wie gewohnt technisch anspruchsvollen Death Metal mit aggressivem, gutturalem Gesang, wobei jedoch die schlechte Aufnahmequalität der Bassdrum das Album unhörbar mache. Auch auf Works of Carnage sei klassischer, technisch anspruchsvoller und schnell gespielter Death Metal zu hören. Auf Bloodshed hingegen gebe sich die Band reifer, bewege sich von schnelleren Liedern weg und fixiere sich mehr auf den Groove. AssassiNation biete ebenfalls klassischen Death Metal mit einprägsamen Riffs. Auf Southern Storm seien vor allem die aggressive und schnelle Bassdrum besonders markant.
In einem Metal-Hammer-Interview im Jahr 2006 gab Alex Camargo an, textlich vor allem durch David Vincent beeinflusst worden zu sein, und äußerte sich zu den Texten auf AssassiNation folgendermaßen: „Gerade sexuelle Tabubrüche der eigenen Lehren sind in der Kirchengeschichte nichts Neues. Aber selten wurde die Institution zur Verantwortung gezogen, Politik und Religion scheinen immun. Wir begehren dagegen auf. […] Es geht nicht um schwarze Magie oder Jungfrauenopfer. Die Menschheit vernichtet sich selber, der Gedanke an Erlösung in einem späteren Leben kann uns nicht mehr hinhalten“. In einem Interview im Jahr 2003 gab Moyses Kolsne an, dass anfangs Bands wie AC/DC und Black Sabbath und später Slayer und Metallica Krisiun beeinflusst hätten. Martin Wickler vom Metal Hammer empfand die Musik auf Conquerors of Armageddon als „heftig“ und „hektisch“, wobei die Riffs knackig seien. Laut Stefan Müller vom Metal Hammer spielte die Band auch auf Ageless Venomous schnell gespielten Death Metal, mit tiefem, gutturalem Gesang. Laut Wickler spielte Krisiun auch auf Works of Carnage technisch versierten Death Metal mit schnellem Doublebass, wobei die Spielgeschwindigkeit der Lieder fast immer hoch sei. Laut Anzo Sadoni vom Metal Hammer nahm die Geschwindigkeit der Lieder auf AssassiNation ab, sei aber oftmals noch immer sehr hoch. Es sei das bis zu jenem Zeitpunkt abwechslungsreichste Album der Bandgeschichte. Thomas Strater vom Metal Hammer stellte fest, dass die Band den auf AssassiNation eingeschlagenen Weg auf Southern Storm weitergehe und nun verstärkt auf Mid-Tempo-Stücke und Groove setze. Im Metal Hammer gab Moyses Kolesne an, dass die Band auf Southern Storm verstärkt versucht habe, ihre Thrash-Metal-Wurzeln hervorzubringen und nennt als Einfluss das Slayer-Lied Angel of Death. Laut Robert Müller vom Metal Hammer waren auf The Great Execution die größte Neuerung die verwendeten Akustikgitarren. Krisiun verstehe es hier wie auch beim Vorgänger, wie Nile, klassische Death-Metal-Elemente, mit nicht-metallischen Elementen zu kombinieren. Im Metal Hammer gab Max Kolesne anlässlich eines Interviews zu Mortem Solis an, dass Moyses [Kolesne] von "einschlägigen Gitarristen […] wie Yngwie Malmsteen oder Jason Becker beeinflusst"  sowie von Jeff Hanneman und Trey Azagthoth geprägt sei."

## Bandmitglieder

Krisiun live auf dem Metal Frenzy Open Air 2025
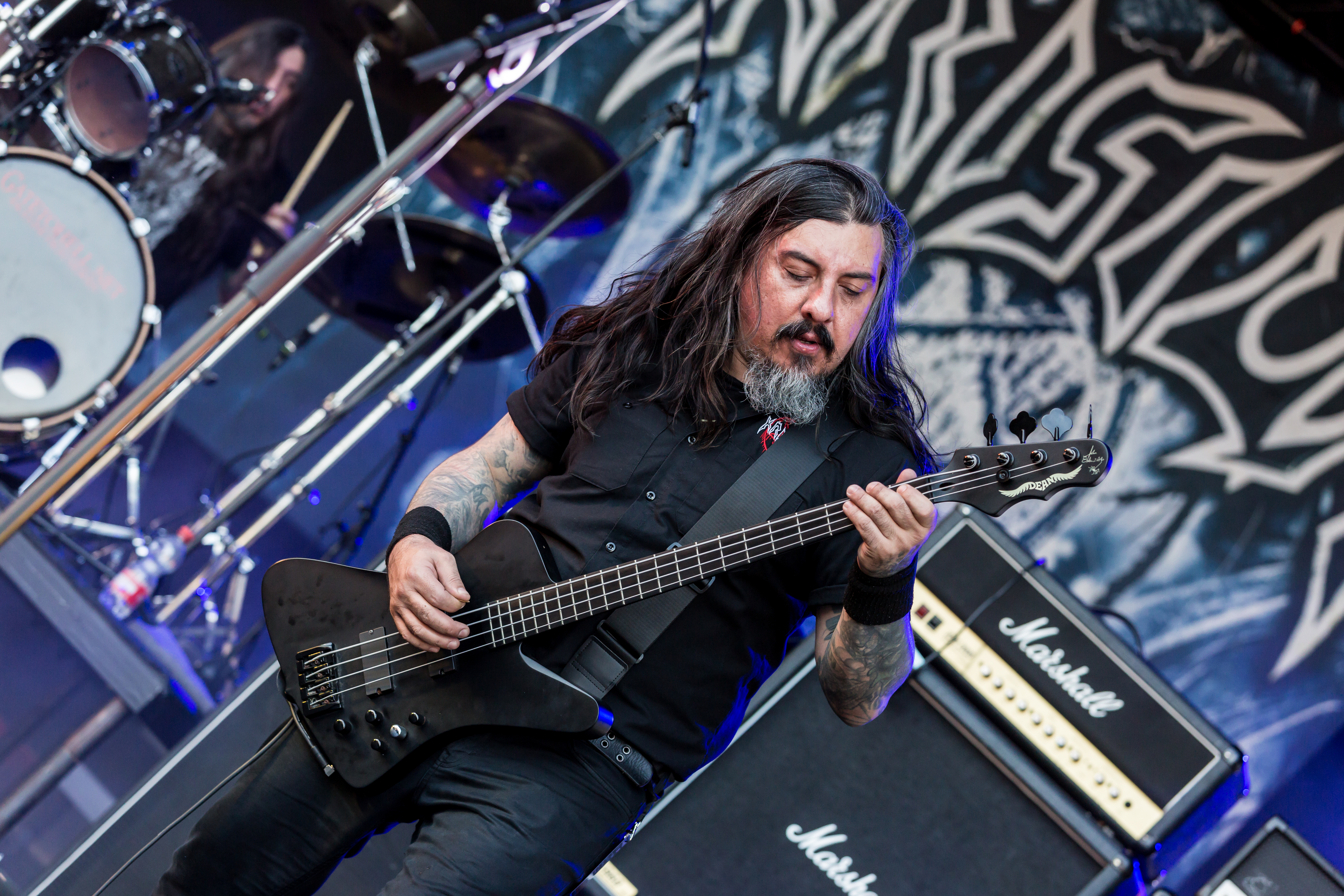
Sänger und Bassist Alex Camargo
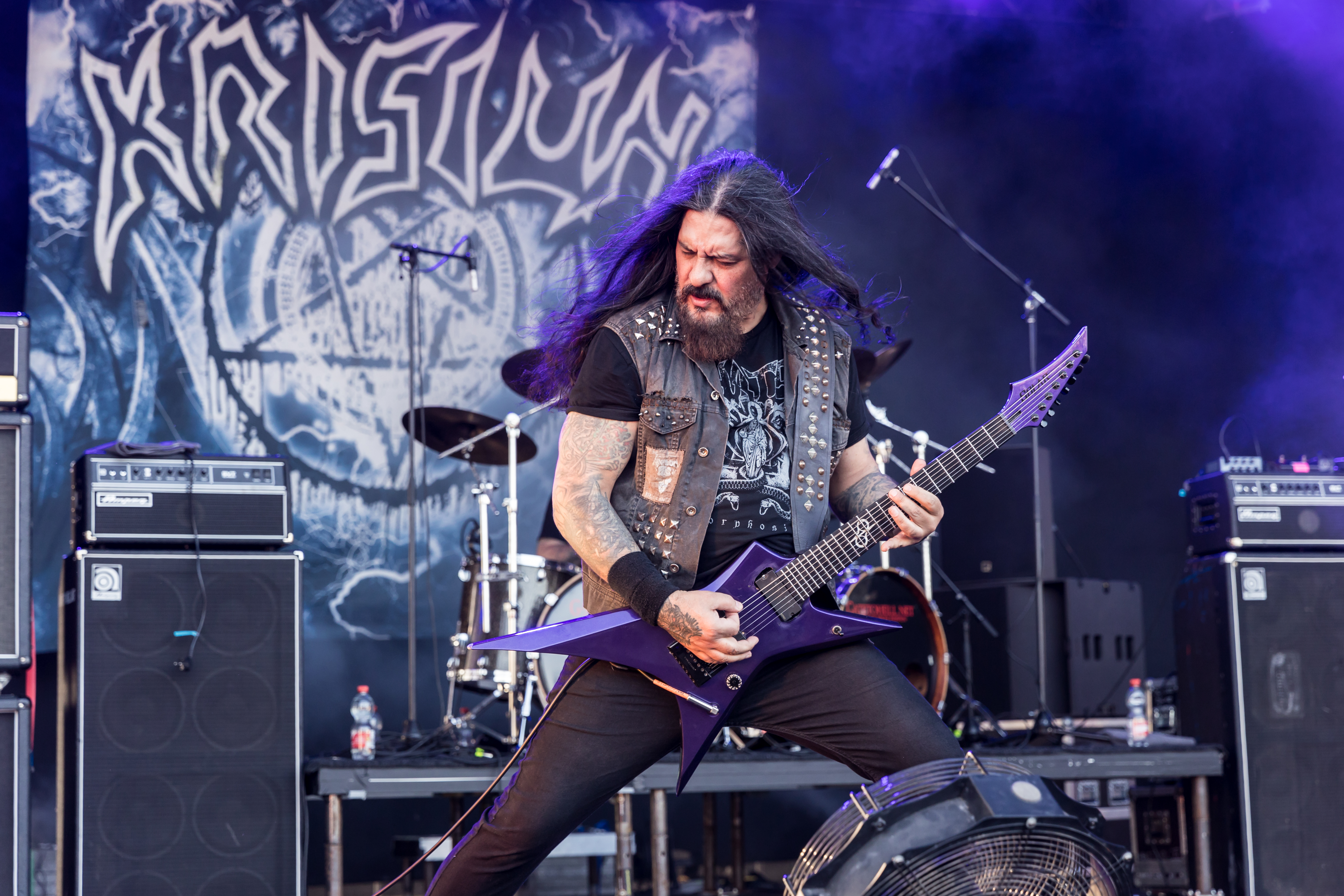
Gitarrist Moyses Kolesne
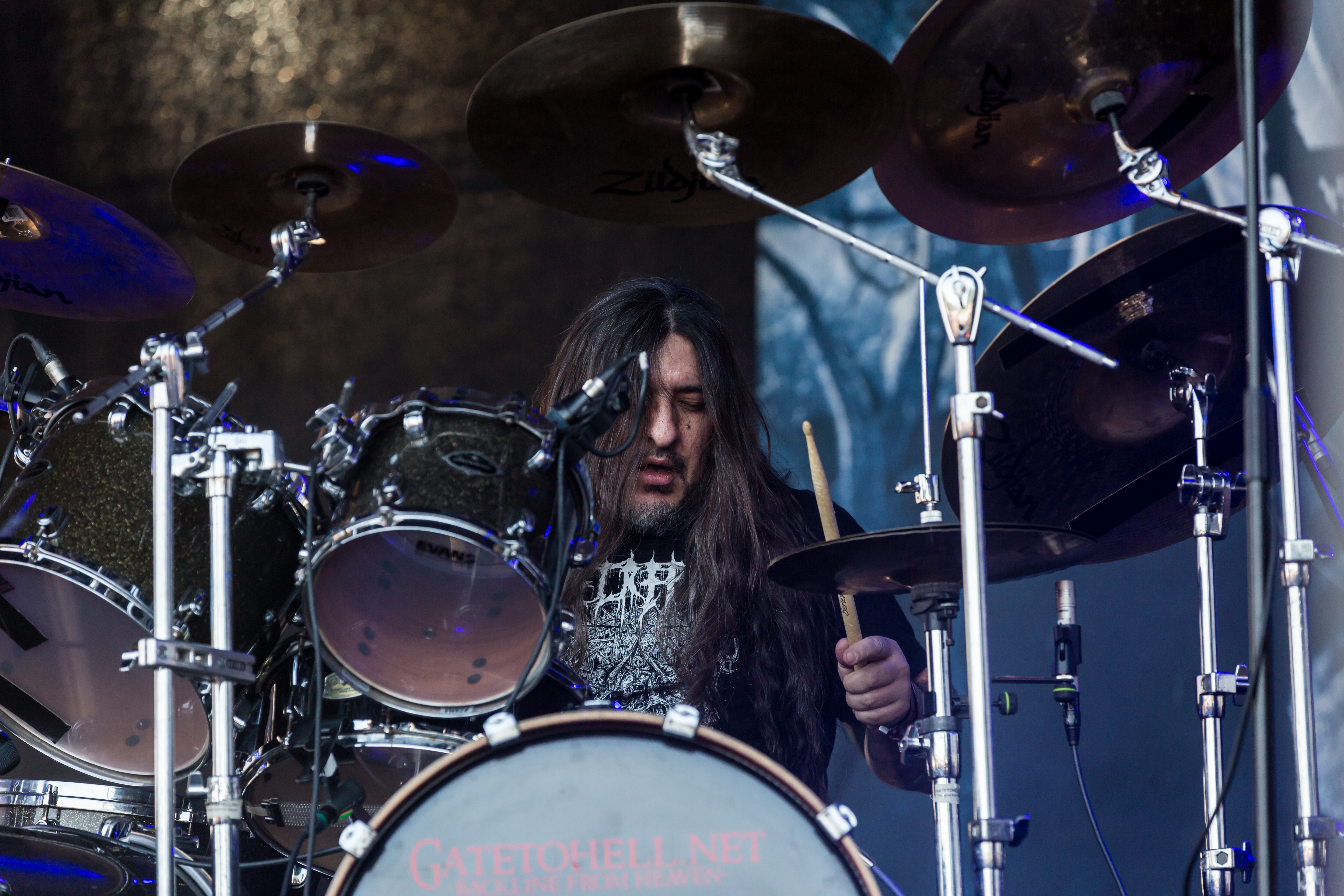
Drummer Max Kolesne

## Diskografie

### Studioalben
- 1995: Black Force Domain (Dynamo Records)
- 1998: Apocalyptic Revelation (Gun Records)
- 2000: Conquerors of Armageddon (Century Media)
- 2001: Ageless Venomous (Century Media)
- 2003: Works of Carnage (Century Media)
- 2004: Bloodshed (Century Media)
- 2006: AssassiNation (Century Media)
- 2008: Southern Storm (Century Media)
- 2011: The Great Execution (Century Media)
- 2015: Forged In Fury (Century Media)
- 2018: Scourge of the Enthroned (Century Media)
- 2022: Mortem Solis (Century Media)

### Demos
- 1990: Curse of the Evil One (Eigenveröffentlichung)
- 1991: Mortal Toxic (Eigenveröffentlichung)
- 1992: The Plague (Eigenveröffentlichung)

### EPs
- 1992: Curse of the Evil One (Split-EP mit Violent Hate, Rock Machine Records)
- 1993: Evil Age (Split-EP mit Harmony Dies, Rotthenness Records)
- 1993: Unmerciful Order (Dynamo Records)
- 2001: Scar Culture / Krisiun (Split-EP mit Scar Culture, Century Media)

### Singles
- 1998: Advanced Tape 98 (Eigenveröffentlichung)

### Kompilationen
- 2012: Arise from Blackness (Century Media)

### DVDs
- 2006: Live Armageddon (Metal Mind Productions)